# Street art
Gadekunst eller street art kan afgrænses på flere måder . Nærværende diskussion og definition kan derfor ikke betragtes som udtømmende eller præcis, som det tilsvarende er tilfældet for definitionen af kunst generelt. Nærværende definition tager fortrinsvis udgangspunkt i en post-graffiti definition, dvs. en række stilarter, som er blevet markant mere synlige i gadebilledet siden 1990'erne. Stilarterne adskiller sig betydeligt fra den traditionelle graffiti, som blev synlig i Danmark i starten af 80'erne , blandt andet ved sin placering, hensigt, teknik/stilart og legitimitet/offentlig appel. Gadekunst er indenfor denne forståelsesramme "...all art on the street that’s not graffiti" . Gadekunst kan ifølge Katrine Ring beskrives som "ukontrolleret (af anden part) og ukurateret kunst i det offentlige rum." .

## Placering
Gadekunst henviser i ordets forstand til kunst udført på gaden, dvs. i det offentlige rum, men det offentlige rum har som sådan ikke en nøje afgrænsning, og hvorvidt et værk er gadekunst eller ej, kan derfor være svært at definere . Værker, som betragtes som gadekunst, er typisk placeret så de er synlige i det offentlige rum. Mange af de kunstnere, som beskæftiger sig med gadekunst, og herunder særligt de kunstnere, som med tiden er blevet mere etablerede og professionelle, udstiller også kuraterede værker, og værker af Keith Haring, Basquiat og Banksy bliver solgt på auktioner til priser i million-klassen. Når gadekunstnere udstiller værker på gallerier, kaldes det derfor ofte i stedet "urban kunst", hvilket også henviser til, at gadekunst fortrinsvis er et storbyfænomen. "Street art is a label often adopted by artists who wish to keep their work unaffiliated and strongly political" . En af de betydelige forskelle mellem placeringen af et kunstværk i et galleri eller på et museum og placeringen udendørs i det offentlige rum, er værkets mulighed for at spille sammen med omgivelserne. På et museum er værket for det meste bevidst afskåret fra dette. Et værk i det offentlige rum vil derimod blive oplevet sammen med omgivelserne, hvilket gadekunstnere ofte udnytter, og blandt nogle gadekunstnere og beskuere af gadekunstværker, er det dræbende for gadekunsten at forsøge at trække den ind på gallerier  . Kunst i gadebilledet bestod førhen af skulpturer og monumenter, ofte udført i sten og metal, for at kunne modstå frost, nedbør og udstødningsgas i mange år. Anderledes forholder det sig med gadekunsten, som sjældent bevares i mere end et par år, og typisk kun i få dage.”Gadekunst dækker over al den kunst, der findes i eller er inspireret af byens rum” .

## Hensigt
Traditionel graffiti bliver i høj grad betragtet som en kultur, der handler om at promovere sig selv . Anerkendelsen som graffitimaler opnås ved at udbrede sit navn og vise dygtighed i anvendelsen af teknikker med bogstavers form og brug af farver. Gadekunst er ikke nødvendigvis afskåret fra at handle om anerkendelse ved at blive set og ved at udvise teknisk dygtighed, men gadekunsten har ofte også andre hensigter. Nogle teknikker og stilarter, såsom yarn-bombing, lego-bombing og perleplader, udtrykker ofte signaler om forskønnelse, optimisme og naivisme. Her er budskabet ofte, at gadekunsten kan forskønne et ellers anonymt og trist bybillede
 . Andre teknikker og stilarter, såsom stencils, paste-ups og gadeskulpturer, kan for så vidt godt have den hensigt at forskønne bybilledet, men udtrykker ofte udbredelse af budskaber og holdninger gennem ord og billeder. Når noget af gadekunsten har til hensigt at forskønne, bliver den nemmere at tolerere, men bliver samtidig også beskyldt for at mangle kant. "Der er en forståelse af gadekunst som noget der giver noget til byen".

Budskaberne i gadekunsten kan være mange, men ofte behandler de emner såsom kapitalisme, forbrugskultur, magt, korruption, totalitarisme, religion, humanisme, fremmedgørelse, overvågning, sexisme, forurening, fattigdom, med andre ord ethvert politisk og systemkritisk tema. Shepard Fairey/Obey og en række andre gadekunstnere har tilsvarende også rødder i et DIY-miljø.

## Teknik og stilarter
Gadekunst refererer ofte til bestemte teknikker og heraf affødte stilarter, såsom wheatpasting (plakater), stencils, strik (yarn-bombing), lego-bombing, eye-bombing, moss-graffiti, pixel-graffiti, paint-bombing, lys-graffiti, korssting, stickers, perleplader, lock on´s, rooftops/rollers, plakat-collage, mosaik og meget andet. Guerilla gardening, flashmobs, performance, critical mass og ad-busting/subvertising kan betragtes som nært beslægtede fænomener, som delvist passer ind i definitionen af gadekunst. Teknikkerne har ofte det til fælles, at de kan forberedes andre steder end på gaden. Disse teknikker udgør et modstykke til traditionelle graffiti-stilarter som pieces, tagging og bombing, som før 90’erne havde været den altdominerende grafiske udtryksform. I ordets forstand kan udtryksformerne i traditionel graffiti også betragtes som gadekunst. Begreberne post-graffiti og neo-graffiti  henviser derfor til, at gadekunsten siden 90'erne fik andre udtryksformer, ofte med en bredere appel end traditionel graffiti.
Cut-outs: paste-ups hvor motivet er skåret til efter omrids.

Eye-bombing: påsætning af klistermærker som ligner øjne, så objektet de bliver sat på, kommer til at ligne et ansigt.

Korssting: påsætning af motiver lavet med korsstings-broderi.

Lego-bombing: opsætning af Lego-klodser, ofte i hulrum på bygninger.

Lock-ons: objekter placeret i det offentlige rum, låst fast eller fastmonteret, så objektet er svært at fjerne.

Lys-graffiti: projicering af motiver med lys fra videoprojektor eller overhead-projektor.

Mosaik: pålimning af mosaik-sten, som danner et motiv.

Moss-graffiti: påsmøring af mos-baseret masse på en overflade, såsom murværk, så mosset efterfølgende vokser ud, og danner et motiv.

Paint-bombing: påføring med brandsprøjte eller fra malerspand af store plamager af maling.

Perleplader: pålimning af motiver lavet med sammensmeltede plastik-perler.

Pixel-graffiti: sammensætning af motiv via mosaik, maling af mursten i forskellige farver eller andet som til sammen udgør et motiv svarende til pixels på et digitalt billede i lav opløsning.

Plakat-collage: motiver lavet som collager af billeder ofte taget fra reklameplakater, så reklamens eller billedets budskab ændres.

Rollers: tekst skrevet med malerrulle, ofte lavet som rooftops.

Rooftops: tekst skrevet højt oppe på bygninger.

Stencil: maling af motiv efter skabelon, typisk påført med spraymaling.

Stickers: klistermærker.

the Writing on The Wall: korte, dybsindige eller poetiske tekster, typisk skrevet med spraymaling eller som stencil.

Wheatpasting/paste-ups: opsætning af plakat med tapetklister.

Yarn-bombing: opsætning af strikket materiale på fx træer eller skilte.

## Legitimitet/offentlig appel
I modsætning til udstillet kunst, er gadekunst ofte udført uden tilladelse i det offentlige rum, og en del gadekunst kan derfor betragtes som ulovligt, selvom udførelse uden tilladelse ikke nødvendigvis gør udførelsen ulovlig eller uønsket. Et værk kan være udført uden tilladelse og i modstrid med ejerens eller ejendomsadministratorens ønske. I andre tilfælde opfordrer fx administratorer og ejere af kulturhuse og caféer til, at stedet bliver brugt til gadekunst. Det kan også være tilfældet at udførelse af gadekunst ikke tillades, men heller ikke fjernes eller søges retsforfulgt. Nogle gadekunstnere taler om, at der er en uskreven lov blandt gadekunstnere og graffitimalere, men der er langt fra enighed om, hvad den uskrevne lov indeholder. For nogle handler det om, at man skal lave noget
der er flot, eller at det man skaber, bidrager positivt for beskueren eller samfundet. Fx er der nogle kunstnere der mener, at man skal male noget pænere, hvis man maler oven på noget andre har lavet. Det kan også handle om, at der er steder, hvor det er mere legitimt at male end andre steder, at man fx ikke maler på beboede ejendomme.
Gadekunst er af flere årsager ikke genstand for juridisk forfølgelse i samme grad som traditionel graffiti. Traditionel graffiti betragtes oftere som hærværk, hvor gadekunst af en bredere del af befolkningen bliver betragtet som mindre ødelæggende i det offentlige rum . Noget gadekunst, såsom plakater, garn og klistermærker, medfører ikke så store omkostninger til offentlig renovation som den traditionelle graffitis brug af spraymaling. Gadekunstens æstetik har samtidig en bredere offentlig appel end traditionel graffiti, og bliver derfor ofte ikke betragtes som skæmmende for gadebilledet. I nogle tilfælde bliver gadekunst derfor erklæret bevaringsværdig, fordi gadekunsten i højere grad en traditionel graffiti bliver betragtet som noget der har kulturel værdi for offentligheden. Hvor traditionel graffiti ofte først og fremmest er stilistiske og territoriale markeringer, har gadekunsten ofte også andre primære formål. Noget nyere gadekunst har et humoristisk og ofte ironiserende budskab som distance til den mere rå udtryksform i graffitien. Anden gadekunst distancerer sig fra graffitiens indforståede kode ved at basere sig på at synliggøre et synspunkt, ofte kaldet "the writing on the wall" .

## Steder i Danmark, hvor man kan se gadekunst
- Horsens: Horsens Havn, Søndergade, Torvet, Rådhusparken, Latinerkvarteret.
- København: Nørrebro, Nordvestkvarteret, Christiania, Bolsjefabrikken, Køge, Bella Center, Westend, Toftegårds Plads, Tømmergravsgade ved H.C. Ørstedsværket.
- Næstved: Præstemarken, Engvej, Toldbodgade, Østre Mellemkaj, Farvergade, Axelhus, Apotekerstræde, Dania, Rådmandsengen, Dehnsvej, Kvægtorvet, Farimagsgården, Banegårdspladsen, Grønvej, Rampen, Østergade, Ramsherred og Jernbanegade.[17]
- Århus: Godsbanen, Latinerkvarteret, Frederiksbjerg.

## Udenlandske byer med meget gadekunst
Gadekunst er i udpræget grad et storbyfænomen. Dog er der storbyer, hvor bl.a. videoovervågning og strenge straffe gør, at omfanget er mindre. I Storbritannien er videoovervågning meget udbredt, og i Singapore er det ulovligt at importere spraymaling. I andre storbyer promoverer turistbureauer gadekunsten som en attraktion. Nogle af de storbyer, hvor gadekunst er meget udbredt er:
Barcelona, Berlin, Dublin, Edinburgh, Madrid, Melbourne, Moskva, New York, Paris, San Francisco, Stockholm.

## Galleri
- East Side Gallery, Berlin
- Sprayet stencil og tags, Berlin
- Feliz 1984, Berlin
- Paste-up, Berlin
- En street art version af Michelangelos berømte maleri (fra Frankrig).
- Kultegning af Jorge Rodriguez-Gerada[18] i Barcelona, Spanien.
- Padangbai, Bali, Indonesien.
- James Brown i el Rastro, Madrid.
- Serge Gainsbourg i Marseille, Frankrig.
- Zusa, Anders Thordal. Nordhavn, København

Se også:
Graffiti